# Gaëtan Karlen
Gaëtan Karlen (sinh ngày 7 tháng 6 năm 1993) là một cầu thủ bóng đá người Thụy Sĩ thi đấu cho FC Biel theo dạng cho mượn từ Sion.